# Nhượng Ninh Đại quân
Nhượng Ninh Đại quân (Hangul: 양녕대군, Hanja: 讓寧大君, 1394–1462) là một nhà chính trị và là vương tử nhà Triều Tiên. Ông là trưởng tử của Triều Tiên Thái Tông và Nguyên Kính Vương hậu.

## Tiểu sử
Nhượng Ninh Đại quân có tên là Yi Je (âm Hán Việt: Lý Tế; Hanja: 李褆; Hangul: 이제) sinh năm 1394. Dù có biệt tài văn học và thư pháp, ông tự đánh giá là mình bất tài, thiếu tư chất làm vua nên muốn người em (tức vua Thế Tông sau này) lên ngôi. Tự coi đó là bổn phận để giúp em lên nối ngôi, ông ra bộ cố tình cư xử thô lỗ trong triều để tỏ rằng mình là người bất xứng với địa vị vương tử. Nhượng Ninh sau đó lại cưới một người vợ thường dân và cuối cùng bị đuổi khỏi Hán Thành vào tháng 6, 1418. Vương tử Hiếu Ninh Đại quân Hyo-Nyeong daegun, người em thứ hai của Nhượng Ninh, cũng có suy nghĩ tương tự rằng Thế Tông có mệnh làm vua nên xuất gia đi tu. Kế sách này cuối cùng đã đưa Triều Tiên Thế Tông (Cho Seon Se-Jong) lên ngôi. Sau đó, Nhượng Ninh sống một cuộc đời dật sĩ ẩn cư trên núi nay đây mai đó.
Sau khi Cho Seon Se-Jong lên ngôi, mối quan hệ giữa hai anh em càng thêm khăng khít, Thế Tông thường cho mời Nhượng Ninh về vương cung diện kiến.
Nhượng Ninh sống như một dật sĩ và mất năm 1462, thọ 68 tuổi.

## Liên kết
- Prince Yangnyeong:Korean historical person information Lưu trữ ngày 15 tháng 6 năm 2012 tại Wayback Machine (tiếng Hàn)
- 왕위 버리고 자유 택하다 오마이뉴스 2006.09.15
- Prince Yangnyeong:Navercast (tiếng Hàn)
- Prince Yangnyeong (tiếng Hàn)